# Diámetro esférico equivalente

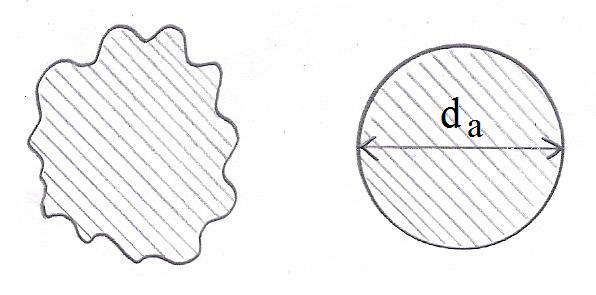
Superficie proyectada por una partícula de forma irregular y superficie ideal equivalente al diámetro de proyección d_{a} (las dos superficies son equivalentes).

En ciencia, el diámetro esférico equivalente (o ESD) de un objeto de forma irregular es el diámetro de una esfera de volumen equivalente. Este parámetro se utiliza a menudo en granulometría, en el estudio de las propiedades tecnológicas de materiales granulares como polvos. Obviamente el parámetro será tanto más confiable cuanto más se aproxime la forma de las partículas que componen el material granular bajo examen a una esfera perfecta, de lo contrario habrá un error de aproximación muy alto y el diámetro esférico equivalente así determinado no será muy fiable.
De acuerdo con la definición de la IUPAC, el diámetro equivalente de una partícula no esférica es igual al diámetro de una partícula esférica que tiene propiedades idénticas (p. Ej., aerodinámicas, hidrodinámicas, ópticas, eléctricas, ... ) a las investigadas en la partícula no esférica. Para partículas en movimiento no turbulento, el diámetro equivalente es idéntico al diámetro encontrado en la ley de Stokes.